# 羅伊·馬布爾
小羅伊·萊恩·馬布爾（1966年12月13日—2015年9月11日）為前美國男子籃球運動員，出生於密西根州弗林特，以2,116分成為爱荷华大学史上總得分王，在1989年NBA选秀首輪獲得亚特兰大老鹰青睞，NBA生涯效力過亚特兰大老鹰與丹佛掘金。2014年8月馬布爾診斷出罹患癌症第四期以及頭部發現三顆腫瘤，癌細胞也開始從肺部擴散到身體其他部位。2015年9月11日，在與癌症搏鬥一年以後，馬布爾於家中辭世，享年48歲。
馬布爾與兒子德文·馬布爾為十大联盟第一對得分突破千分大關的父子倆。

## 外部連結
- 羅伊·馬布爾在NBA（英语）
- 羅伊·馬布爾在Basketball-Reference.com（NBA）（英语）
- 羅伊·馬布爾在Sports-Reference.com（NCAA）（英语）
- 羅伊·馬布爾在RealGM（英语）
- 羅伊·馬布爾在Proballers（英语）